# Anhembi

Vị trí Anhembi trong bang São Paulo

Anhembi là một đô thị ở bang São Paulo, Brasil. Anhembi có dân số (năm 2007) là 5271 người, diện tích là 736,463 km², mật độ dân số 7,2 người/km². Anhembi nằm ở độ cao 472 m, cách thủ phủ bang São Paulo 240 km. Đô thị này nằm ở khu vực khí hậu cận nhiệt đới. Theo điều tra năm 2000, Anhembi có:
- Tổng dân số 4535 người, trong đó, dân số thành thị: 3265, nông thôn: 1270 người.
- Nam giới: 2335, nữ giới: 2200 người.
- Mật độ dân số 6,16 người/km².
- Tuổi thọ: 71,67 năm.
- Tỷ lệ trẻ dưới 1 tuổi tử vong (trên 1 triệu): 15,03
- Tỷ lệ biết đọc biết viết: 89,53% dân số.
- Chỉ số phát triển con người: 0,768
- Tỷ lệ sinh (trẻ/bà mẹ): 2,61

Đô thị này giáp các đô thị: Botucatu, Conchas, Piracicaba, Bofete, São Pedro và Santa Maria da Serra